# Danaea plicata
Danaea plicata là một loài dương xỉ trong họ Marattiaceae. Loài này được Christ mô tả khoa học đầu tiên năm 1910.